# Gregory Meeks

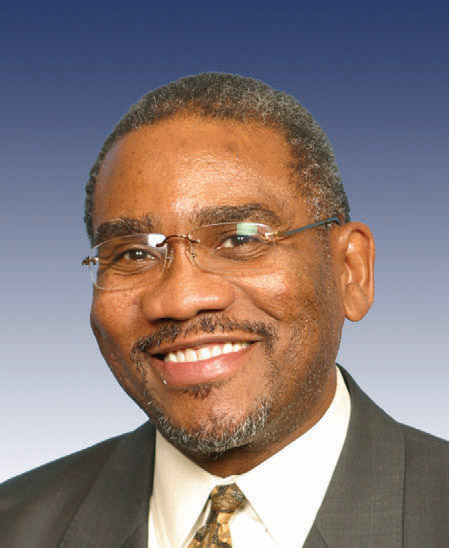
Gregory Meeks

Gregory Weldon Meeks, född 25 september 1953 i New York, New York, är en amerikansk demokratisk politiker. Han representerar delstaten New Yorks sjätte distrikt i USA:s representanthus sedan 3 februari 1998.
Meeks gick i skola i Julia Richman High School i New York. Han avlade 1975 grundexamen vid Adelphi University och 1978 juristexamen vid Howard University. Han var ledamot av New York State Assembly, underhuset i delstatens lagstiftande församling, 1992-1998.
Kongressledamoten Floyd H. Flake avled 1997 i ämbetet. Meeks vann fyllnadsvalet för att efterträda Flake i representanthuset. Han har omvalts sex gånger.
Meeks är medlem av African Methodist Episcopal Church. Han och hustrun Simone-Marie har tre barn: Ebony, Aja och Nia-Aiyana.